# Фантастика в музыке
Фантастика в музыке — использование фантастических мотивов в музыке. The Encyclopedia of Science Fiction раздельно рассматривает научную фантастику в классической и в современной музыке.
История влияния фантастики (в современном понимании этого жанра) на музыку начинается с первых саундтреков к фантастическим фильмам. Несколько позднее, вместе с возникновением ролевого движения, сложился своеобразный поджанр авторской песни, так называемые менестрели, певшие песни от имени фантастических персонажей.
Источником вдохновения для музыкантов могут быть не только литература и кино в фантастических жанрах, но и компьютерные игры, часто имеющие фантастический сюжет (см. также Игровая музыка вне видеоигр). Музыка из компьютерных игр послужила основой для 8-битных музыкальные направлений «чиптюн», «нинтендокор» и «битпоп», а в стиле игровой музыки работает например группа Random Encounter.
Помимо отдельных песен существуют целые концептуальные альбомы фантастики в музыке, являющиеся аналогами крупных литературных форм типа романов.
Большое значения для распространения и популяризации фантастики в музыке играют независимые свободные музыкальные сообщества (нетлейблы).

## Саундтреки
Музыка всегда использовалась в кинофантастике. Уже первые экранизации «Дракулы» и романов Жюль Верна сопровождались простыми (по нынешним меркам) саундтреками, которые называют прародителями фантастической музыки. В настоящее время музыкальное сопровождение является неотъемлемой частью любого фантастического фильма. Обычно музыка является лишь дополнением к визуальному эффекту, но иногда песни к фильмам начинают жить самостоятельной от кинематографа жизнью.

## Метал
Создание концептуальных альбомов по мотивам фантастики, фэнтези, мифологии и ужасов в особенности распространено в метале. Так, группа Blind Guardian записала концептуальный альбом Nightfall in Middle-Earth по мотивам произведений Джона Толкина. Группы Summoning и Battlelore полностью посвятили своё творчество книгам Толкина (см. также: Музыка по Толкину). Другие группы пишут сценарии к своим альбомам сами, не привязывая к чужому творчеству. Rhapsody и Bal-Sagoth создают циклы сюжетных альбомов в жанре фэнтези, Ayreon — в жанре научной фантастики. Много известных метал-музыкантов приняли участие в записи рок-оперы «Avantasia».
Первой российской рок-оперой в стиле Heavy Metal (точнее Power Metal) стала Эльфийская рукопись группы Эпидемия. Все треки этого альбома объединены единым сюжетом, в котором рассказывается о борьбе с тёмным властелином. Альбом вышел в 2004 году, спустя три года, в 2007 году вышло продолжение альбома «Эльфийская рукопись: Сказание на все времена», а в 2010 году была записана третья часть рок-оперы Эльфийская рукопись: Сага о двух мирах.
Лучшим фантастическим альбомом 2008 года по версии «Мира фантастики» стал Eidoline: The Arrakeen Code группы Mechanical Poet. Альбом полностью посвящён «Дюне» Фрэнка Герберта.

## От авторской песни к фолк-року
В субкультуре ролевиков и реконструкторов существует свой поджанр авторской песни, исполнители которого известны как менестрели. В России известны такие менестрели как Тэм Гринхилл, Йовин, Иллет. Существует такой жанр как филк — фанфик в форме песни.
Из менестрельской авторской песни вышел такой музыкальный проект как дуэт «Айрэ и Саруман», оставаясь в той же традиции, они играют инструментально более богатую музыку.
Поскольку жанр фэнтези генетически связан с мифологией и другими фольклорными сказаниями, естественным стало обращение музыкантов, интересующихся этим жанром к разнообразной фолк-музыке и фолк-року. На российской рок-сцене из таких групп выделяется Мельница.
В фэндоме определённую известность получила группа «Немного нервно», которая сама считает свой музыкальный стиль дрим-фолком (dream — мечта, сон, волшебство; см. также дрим-поп) и в названиях альбомов и песен цитирует классику фантастики.

## Прочие направления
Согласно статьям в журнале «Мир фантастики» к фантастической тематике нередко обращаются музыканты таких направлений, как: «индастриал-металл», Фолк-рок и смежные жанры (песни тут часто навеяны мотивами фэнтези); с темами характерными для таких литературных жанров, как Dark fantasy или литература ужасов, тесно связан готик-рок, различные направления мистической и оккультная музыки (среди которой отдельно выделяют творчество композитора Дэнни Эльфмана) и нью-эйджа. Эти темы являются отличительным признаком для таких жанров как хоррор-рэп или хоррор-панк.
Фантастическая концепция распространена и в жанре нью-эйдж. Такие музыканты как Дэвид Аркенстон и Лекс Плотников посвящают концептуальные альбомы произведениям в жанре фэнтези, а Майк Олдфилд записал нью-эйджевый альбом по мотивам научно-фантастической книги сэра Артура Кларка. Музыка Эньи использована в фильме «Властелин колец», музыка Era — в фильме «Пришельцы», Китаро делал саундтреки к фантастическим аниме, а Дэвид Аркенстоун писал музыку ко многим играм, в том числе World of Warcraft.

## Классификация
По фантастической тематике в музыке можно выделить например космическую музыку (Spacesynth, Спейс-рок) и киберпанк в музыке.
По странам авторы журнала «Мир фантастики» выделяют советскую электронную музыку и японскую музыку Visual Kei.

## Соединение с печатной и видео-продукцией
Есть формат аудиокниги: например в литературно-музыкальной радиопередаче «Модель для сборки», книжных сериях «Рыцарь в серой шинели (аудиокниги)» и «Ведун (аудиокниги)». По аудио-формату существуют номинации лучшая фантастическая художественная аудиодрама с длинной формой и корометражкой в премии «Парсес» и номинация лучшее аудио в Британской премии фэнтези.
В литературно-музыкальной радиопередаче «Модель для сборки» осуществляются радиопостановки произведений современной прозы (в основном фантастических и научно-фантастических) в сопровождении электронной музыки (психоделики, эмбиента, даунтемпо, трип-хопа и других).
Сочетание музыки и видео породило такое явление, как музыкальные видеоклипы на фантастическую тематику (например клип Outta My System рок-группы My Morning Jacket или клип Fertile Green металлистов из High on Fire).
Ещё одной формой фантастики в музыке являются музыкальные фильмы, в которых главную роль в реализации сюжета отводят музыкальному исполнению актёров (например фильм «Воображариум»).

## Технические средства
Недавно появилась программа для искусственного синтеза песен Vocaloid, значительно упростившая доступ в сферу искусства для широкого круга любителей.